# August Wetter

August Wetter

August Wilhelm Wetter (* 25. September 1890 im Forsthaus Giebelhardt bei Wissen an der Sieg; † 22. August 1970 in Siegen) war ein deutscher Politiker (NSDAP), SA-Führer und Polizeipräsident von Koblenz.

## Leben und Wirken
Nach dem Besuch der Elementar- und Landwirtschaftsschule absolvierte der Förstersohn von 1906 bis 1909 eine Forstlehre und arbeitete in seinem Beruf. Später trat er als Freiwilliger in das Ulanen-Regiment 5 ein, mit dem er durchgehend am Ersten Weltkrieg teilnahm. Nach Kriegsende legte er 1921 das Forstexamen ab und fand bis 1931 im fürstlich hatzfeldischen Revier Buchen Beschäftigung, zuletzt als Revierförster.
Im April 1930 trat er in die NSDAP (Mitgliedsnummer 229.616) ein, wurde Ortsgruppenleiter der Partei in Wissen und von Juni 1930 bis April 1933 Kreisleiter von Altenkirchen. Er trat zudem in die SA ein, in der er zum 1. Juli 1933 den Rang eines SA-Brigadeführers erreichte. Von Mitte September 1933 bis Mitte Juli 1935 leitete er die SA-Brigade 52 in Koblenz.
Von 1932 bis zum Herbst 1933 gehörte Wetter dem Preußischen Landtag als Abgeordneter an. Anschließend saß er von November 1933 bis zum Mai 1938 als Abgeordneter für den Wahlkreis 21 (Koblenz-Trier) im nationalsozialistischen Reichstag. Für die Reichstagswahl am 10. April 1938 war er zwar aufgestellt, doch gelangte er nicht unter die dreizehn vom Wahlkreis entsandten Abgeordneten. Statt seiner wurde Günther Gräntz gewählt.
Nach der Absetzung des republikanisch eingestellten Ernst Biesten wurde August Wetter im Juni 1933 zum Koblenzer Polizeipräsidenten ernannt, nachdem er zuvor bereits ab Mitte April 1933 kommissarisch in diesem Amt tätig war. Er behielt dieses Amt bis zum 8. Mai 1945. 1937 wurde er von Regierungsrat Bruno Ohnesorge vertreten, da Wetter vom Gauleiter Gustav Simon vorübergehend für andere Aufgaben vorgesehen war.
Wetter wurde 1935 zum Gaujägermeister für den Jagdgau Rheinland-Süd ernannt. Von 1936 bis zum Beginn des Jahres 1943 war er Gauwalter im Reichsbund Deutscher Beamten (RDB) und leitete das Gauamt für Beamte im Gau Koblenz-Trier.
Während des Zweiten Weltkrieges war er von August 1940 bis September 1941 zusätzlich Polizeiverwalter der Stadt Luxemburg, wo er dem Chef der Zivilverwaltung unterstand.
Bei Kriegsende geriet Wetter am 6. Mai 1945 im Sudetenland in Gefangenschaft der US-Armee und war danach in Auerbach, Grafenwöhr, Dachau und Luxemburg bis Ende Juni 1948 interniert. Seine Entlassung folgte nach Einstellung des Verfahrens gegen ihn vor dem Gerichtshof für Kriegsverbrechen in Luxemburg. Er geriet umgehend danach erneut in Haft und wurde durch ein französisches Militärgericht wegen Kriegsverbrechen in Bad Ems zu einer zweijährigen Haftstrafe verurteilt, die er bis Anfang Juli 1950 verbüßte. Wenige Tage zuvor war er nach einem Spruchkammerverfahren in Koblenz als „Belasteter“ entnazifiziert.
Wetter arbeitete danach wieder als Förster, zuletzt als Oberförster in Buchen bei Wissen.